# Conde de Felgueiras
Conde de Felgueiras é um título nobiliárquico criado pelo Rei D. Carlos I de Portugal, por Decreto de 3 de Agosto de 1907, em favor de António de Assis Teixeira de Magalhães.
Titulares
1. António de Assis Teixeira de Magalhães, 1.º Conde de Felgueiras.

Após a Implantação da República e o fim do sistema nobiliárquico, usaram o título:  
1. António de Assis Teixeira de Magalhães e Menezes, 2.º Conde de Felgueiras;
2. Maria Manuela Sarmento de Magalhães e Menezes, 3.ª Condessa de Felgueiras.